# Andreas Leben

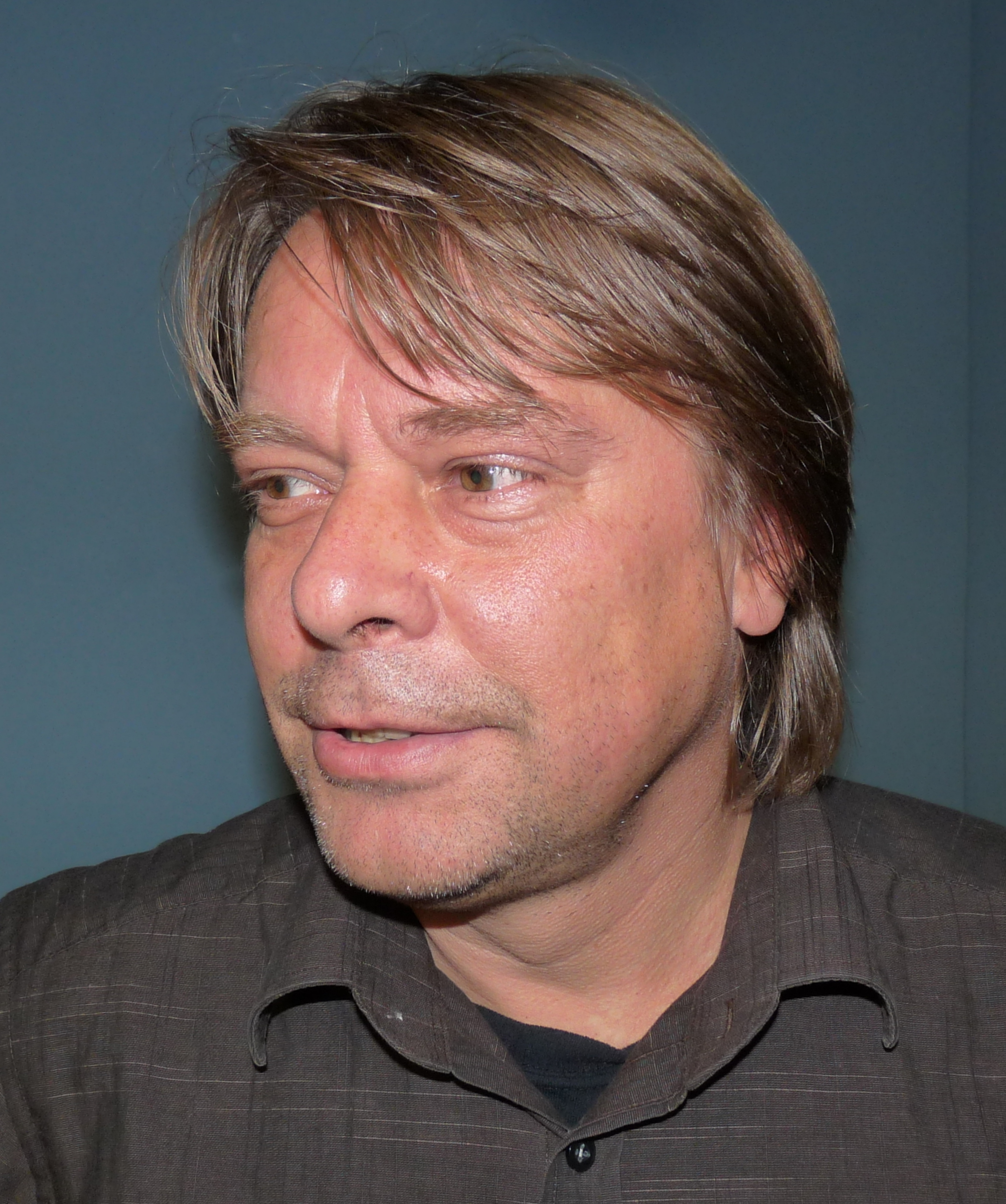
Andreas Leben (2016)

Andreas (Andrej) Leben (* 9. Juli 1966 in Bleiburg/Pliberk, Österreich) ist ein österreichischer Literatur- und Kulturwissenschaftler und Übersetzer, der am Institut für Slawistik der Karl-Franzens-Universität Graz lehrt und forscht. Er ist Angehöriger der Volksgruppe der Kärntner Slowenen.

## Leben
Leben besuchte das Gymnasium in Völkermarkt, wo er 1985 maturierte. Danach studierte er Slawistik (Slowenisch und Serbokroatisch) und Europäische Ethnologie an der Universität Wien, ein Austauschjahr verbrachte er an der Universität Ljubljana. 1991 diplomierte er mit einer Arbeit über die slowenische Gegenwartsliteratur in Kärnten. Danach begann er, ebenfalls in Wien, ein Doktoratsstudium der Slawistik, in dem er sich mit der slowenischen und tschechischen Kurzprosa der Moderne auseinandersetzte, weshalb er einen Studienaufenthalt an der Karls-Universität Prag verbrachte. 1995 schloss er das Studium ab. Ab 1998 war Leben Lehrbeauftragter für slowenische und tschechische Literatur am Institut für Slawistik der Universität Wien, 2004 trat er dort eine Stelle als Universitätsassistent an. 2010 wurde er an die Universität Graz berufen, wo er seither eine Professur für slowenische Literatur- und Kulturwissenschaft innehat.

## Arbeits- und Forschungsschwerpunkte
Einer seiner Forschungsschwerpunkte ist die Literatur und Kultur der slowenischen Minderheit in Österreich. 2000/2001 arbeitete er am FWF-Projekt Die slowenische Theaterszene in Kärnten seit 1976 am Institut für Allgemeine und Vergleichende Literaturwissenschaft an der Alpen-Adria Universität Klagenfurt mit. Ebendort war er von 2002 bis 2004 am JF-Projekt der Österreichischen Nationalbibliothek Literatur und Widerstand – der Widerstand in der Literatur beteiligt, bei dem er sich mit der Partisanenliteratur in Kärnten auseinandersetzte. In beratender Tätigkeit war er auch an der Entwicklung des Projekts Enzyklopädie der Sprache und Literatur der Kärntner Slowenen beteiligt. 2016 bis 2018 war er Projektleiter des FWF-Projekts Zweisprachige literarische Praxis der Kärntner Slowenen nach 1991.
Weitere Schwerpunkte seiner Arbeit sind die Autobiographieforschung (u. a. beschäftigt er sich mit dem Opus von Lojze Kovačič) und die slowenische Gegenwartsliteratur.
Neben seiner Forschungs- und Lehrtätigkeit arbeitet Leben auch als Übersetzer slowenischer Literatur ins Deutsche. Sein Schwerpunkt liegt hierbei auf LBGT-Literatur; so übersetzte er mehrere Werke von Brane Mozetič und Suzana Tratnik. 2006 gab er gemeinsam mit Erwin Köstler eine Bibliographie der Buchübersetzungen slowenischer Literatur ins Deutsche heraus.  Er ist Leiter des Sommerkollegs für literarisches Übersetzen auf der Insel Premuda.

## Publikationen

### Wissenschaftliche Monographien und Sachbücher
- Die Feiern zum 10. Oktober in Kärnten. 1920–1990. Hrsg. vom Klub slowenischer Studenten und Studentinnen in Wien. Bearbeitet und erweitert von Andrej Leben. Klagenfurt/Celovec: Drava Verlag, 1990.
- Vereinnahmt und ausgegrenzt: Die slowenische Gegenwartsliteratur in Kärnten. Klagenfurt/Celovec: Drava Verlag, 1994. (Dissertationen und Abhandlungen 34).
- Ästhetizismus und Engagement. Die Kurzprosa der tschechischen und slowenischen Moderne. Wien: WUV-Universitätsverlag, 1997. (Dissertationen der Universität Wien 28).
- mit Vida Obid und Mirko Messner: Haiders Exerzierfeld. Die Kärntner Slowenen in der deutschen Volksgemeinschaft. Wien: Promedia, 2002.
- V borbi smo bile enakopravne. Uporniške ženske na Koroškem v letih 1939–1955. Celovec/Klagenfurt: Drava Verlag, 2003.
- Med tradicijo in inovacijo. Sodobno slovensko gledališče na Koroškem. Klagenfurt/Celovec: Drava Verlag, 2004.
- mit Felix Oliver Kohl, Erwin Köstler und Dominik Srienc: Überregional, mehrsprachig, vernetzt: Die Literatur der Kärntner SlowenInnen im Wandel. Wien: Praesens Verlag, 2021.

### Herausgeberschaften und redaktionelle Mitarbeit
- "Iz odpora – o odporu. Mala vojna antologija." In: V borbi smo bile enakopravne. Uporniške ženske na Koroškem v letih 1939–1955. Celovec/Klagenfurt: Drava Verlag, 2003, 93–189.

- mit Dušan Nećak u. a.: Slovensko-avstrijski odnosi v 20. stoletju / Slowenisch-österreichische Beziehungen im 20. Jahrhundert. Ljubljana: Oddelek za zgodovino Filozofske fakultete, 2004. (Historia 8).
- Milka Hartman: Der Frost verspinnt die Beete mir mit feinen Netzen. Celovec/Klagenfurt: Drava Verlag, 2007.
- Milka Hartman: Težka je moja misel od spominov. Klagenfurt/Celovec-Wien/Dunaj-Ljubljana/Laibach: Verlag Hermagoras/Mohorjeva, 2007.

- Wiener Slavistisches Jahrbuch 53. Redigiert von A. Leben und G. Neweklowsky. Wien: Verlag der Österreichischen Akademie der Wissenschaften, 2007.

- Jezik in slovstvo 53/2008/3-4. (Gastredakteur)

- Mednarodna konferenca Slovenska avtobiografija / Internationale Konferenz Slowenische Autobiographie. Program in povzetki referatov. Ljubljana, 23. April 2009. Inštitut za slovensko literaturo in literarne vede ZRC SAZU in Inštitut za slavistiko Univerze na Dunaju / Institut für slowenische Literaturwissenschaft ZRC SAZU und Institut für Slawistik der Universität Wien. Red. Andrej Leben in Alenka Koron. Ljubljana: Inštitut za slovensko literaturo in literarne vede ZRC SAZU, 2009.

- mit Milena Mileva Blažić und Gašper Troha: Lojze Kovačič. Življenje in delo. Ljubljana: Študentska založba, 2009.
- mit Alenka Koron: Avtobiografski diskurz. Teorija in praksa avtobiografije v literarni vedi. Ljubljana: Založba ZRC, ZRC SAZU, 2011. (Studia litteraria)
- Zgodbe iz maTjaževe dežele. Antologija slovenske proze na avstrijskem Koroškem. Ljubljana: Študentska založba, 2011.
- mit Martina Orožen und Erich Prunč: Beiträge zur interdisziplinären Slowenistik. Festschrift für Ludwig Karničar zum 65. Geburtstag. Graz: Leykam, 2014.
- mit Ludvik Karničar: Slowenen und Graz – Gradec in Slovenci. Monographie zur internationalen Tagung vom 27. II. bis 1. III. 2014 am Institut für Slawistik der Karl-Franzens-Universität Graz. Graz: Institut für Slawistik der Karl-Franzens-Universität Graz, 2014.
- mit Elisabeth Arlt und Andreas Stangl: 3 Wege / poti / percorsi. Ernst Goll – Carlo Michelstaedter – Srečko Kosovel. Graz: Artikel-VII-Kulturverein für Steiermark, 2016. (Wissenschaftliche Schriftenreihe des Pavelhauses 17)
- mit Alenka Koron: Literarische Mehrsprachigkeit im österreichischen und slowenischen Kontext. Tübingen: Narr Francke Attempto, 2019.
- mit Alenka Koron: Literarna večjezičnost v slovenskem in avstrijskem kontekstu. Ljubljana: Založba ZRC, 2020.

### Übersetzungen
- Kajetan Kovič: Professor der Phantasie. Klagenfurt/Celovec-Wien/Dunaj-Ljubljana/Laibach: Verlag Hermagoras/Mohorjeva, 1998.
- Brane Mozetič: Die Vergewaltigung; Guy. In: Sodom ist kein Vaterland. Berlin: Querverlag, 2001, 231–236.
- Suzana Tratnik: Unterm Strich. Erzählungen aus Slowenien. Wien: Milena Verlag, 2002.
- Stanislav Struhár: Das Manuskript. Klagenfurt/Celovec, Drava Verlag, 2002.
- Brane Mozetič: Schattenengel. Wien: Passagen Verlag, 2004.
- Helga Pankratz: Amore? (in druge zgdobe). Ljubljana: Center za slovensko književnost in založba Škuc, 2005.
- Suzana Tratnik: Mein Name ist Damian. Roman. Wien: Milena Verlag, 2005.
- Suzana Tratnik: Menetekel; Ich und meine Freundin. In: Zu zweit nirgendwo. Neue Erzählungen aus Slowenien. Hg. Aleš Šteger, Mitja Čander. Frankfurt am Main: Suhrkamp 2006.
- Brane Mozetič: Die verlorene Geschichte. Klagenfurt: Sisyphus, 2006
- Milka Hartman: Der Frost verspinnt die Beete mir mit feinen Netzen. Celovec/Klagenfurt: Drava Verlag, 2007, 63–115.
- Brane Mozetič: Schmetterlinge. Klagenfurt: Sisyphus, 2008.
- Brane Mozetič: Banalien. Gedichte. Hamburg: Männerschwarm, 2010.
- Suzana Tratnik: Farbfernsehen und sterben. Wien: Zaglossus, 2011.
- Brane Mozetič: Banalien. Gedichte II. Hamburg: Männerschwarm, 2016.

sowie zahlreiche Artikel in Zeitschriften und Sammelwerken, die in den Bibliothekskatalogen Unikat (Universität Graz) und COBISS(zentraler slowenischer Bibliothekskatalog) zu finden sind.